# 泰国女性

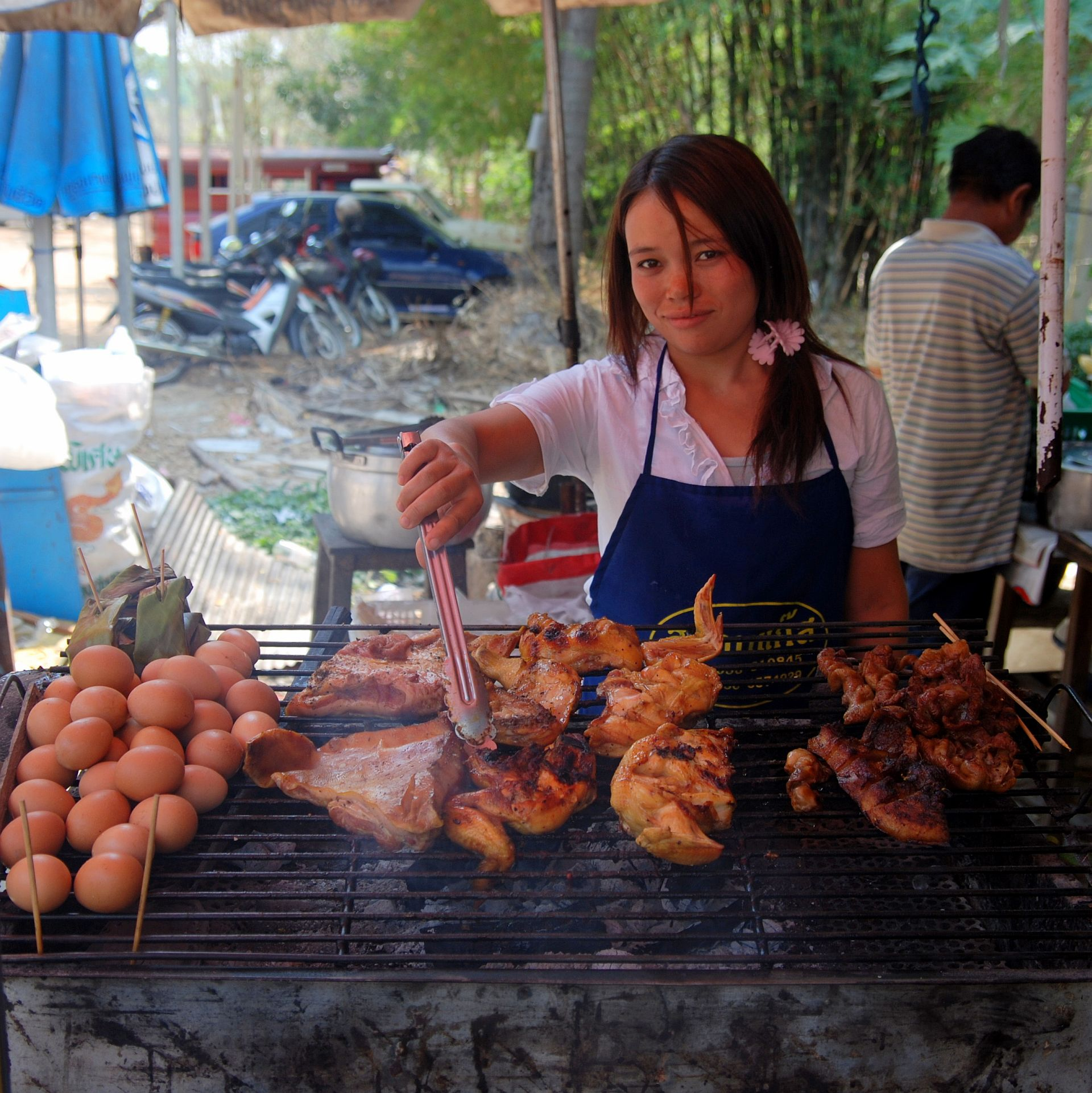
泰国的一位女摊贩

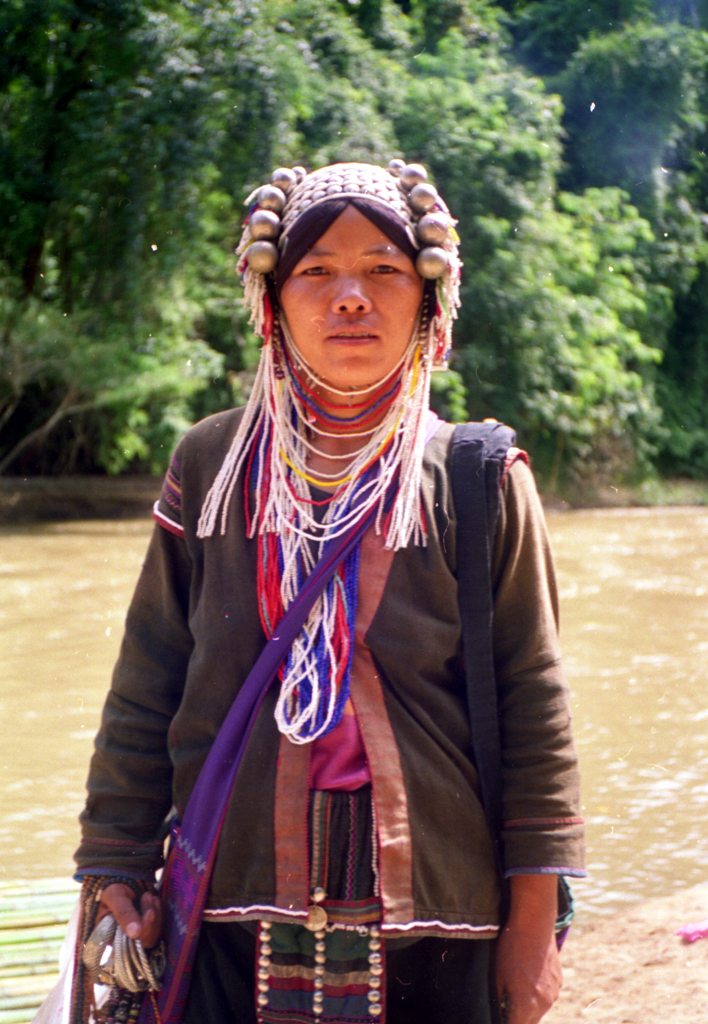
泰国北部妇女

泰国在1932年赋予女性选举权，是亚洲首批实现男女选举平权的国家之一。不过女性代表在泰国政界仍然人数不足。从2011年至2014年担任总理，是泰国首位女性总理。女性在泰国国家发展中的作用尚未完全确定。影响女性参与社会经济领域的因素包括“在政策和规划过程中对性别问题认识不足”和社会对性别的刻板印象。

## 政治
尽管泰国对女性参与政治没有法律限制，但很多因素还是限制女性参与政治活动：包括结构性障碍，文化障碍，女性教育程度，社会经济地位较低，以及与异性分享权力的问题。直到1949年6月5日，Orapin Chaiyakan才成为第一位当选泰国国会（特别是泰國眾議院）议员的女性。
第一位当选泰国政治职务的女性军官是Thita Rangsitpol Manitkul中校（生于1966年11月8日），她曾于2001年至2005年任众议院议员。

## 商业
在商业领域，泰国的女性人口占该国劳动力的47％，是亚太地区劳动妇女的最高比例。但是，由于她们“集中于低薪工作”，这些妇女还面临着雇佣歧视和薪资歧视等问题。

## 婚姻
根据泰国国家统计局的数据，泰国女性的结婚年龄比泰国男性早，并且只有24％的泰国家庭将女性确定为“户主”。
泰国于2007年宣布禁止婚内强奸。

## 女性权利的演变
在泰国，根据劳动法，要求男性和女性按其从事的工作量获得报酬。1974年，Kanitha Wichiencharoen成为促进妇女地位协会（APSW）的创始人，该协会成员有男有女，致力于修改和修订法律，为妇女和儿童提供更好的保护。1977年的泰国宪法要求女性必须享有平等的权利和保护。但是，法律中仍然存在一些不平等现象。没有法律禁止女性担任公职，但是很少女性担任公职。性别不平等的最大问题是家庭暴力和人口贩卖。性骚扰在1998年成为非法行为，但由于举证困难，举报的案件很少，起诉的案件也很少。國內法仍有待于在《宪法》中颁布，对家庭虐待案件证据的要求使其几乎不可能被起诉。传统上，女孩的教育大部分是在家里进行的，还要分担家务，而男孩通常去佛教僧院接受教育。东南亚缺乏针对商业和职业的整体教育。

## 延伸阅读
- Macan-Markar, Marwaan. Battered Women, No Longer Alone, Rights-Thailand, ipsnews.net, November 24, 2005
- Praparnun, Yada Gender Sensitivity & Accountability in Thai Government Policy Formulation, Implementation & Evaluation from an Historical Perspective （页面存档备份，存于）, Paper for presentation at the IAFFE 2009 conference in Boston, USA